# Panică în Needle Park

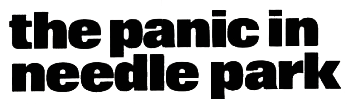
Logo-ul filmului Panica in Needle Park

Panică în Needle Park (în engleză The Panic in Needle Park) este un film American din 1971 regizat de Jerry Schatzberg și cu Al Pacino în rolul principal și la a doua sa apariție într-un film. Scenariul a fost scris de Joan Didion și John Gregory Dune, fiind adaptat după cartea lui James Mills. 
Prin intermediul dramaticei povești a unui cuplu de toxicomani, filmul se constituie într-o analiză lucidă a efectelor devastatoare ale drogurilor.

## Distribuție
- Al Pacino . . . . . Bobby
- Kitty Winn . . . . . Helen
- Alan Vint . . . . . Hotch , detectiv la Narcotice
- Richard Bright . . . . . Hank
- Kiel Martin . . . . . Chico
- Michael McClanathan . . . . . Sonny
- Warren Finnerty . . . . . Sammy
- Maricia Jean Kurtz . . . . . Marcie
- Raul Julia . . . . . Marco
- Angie Ortega . . . . . Irene
- Larry Marshall . . . . . Mickey
- Paul Mace . . . . . Whitey
- Nancy MacKay . . . . . Penny
- Gil Rogers . . . . . Robins
- Joe Santos . . . . . Detectivul DiBono
- Psul Sorvino . . . . . Samuels